# Bacardi

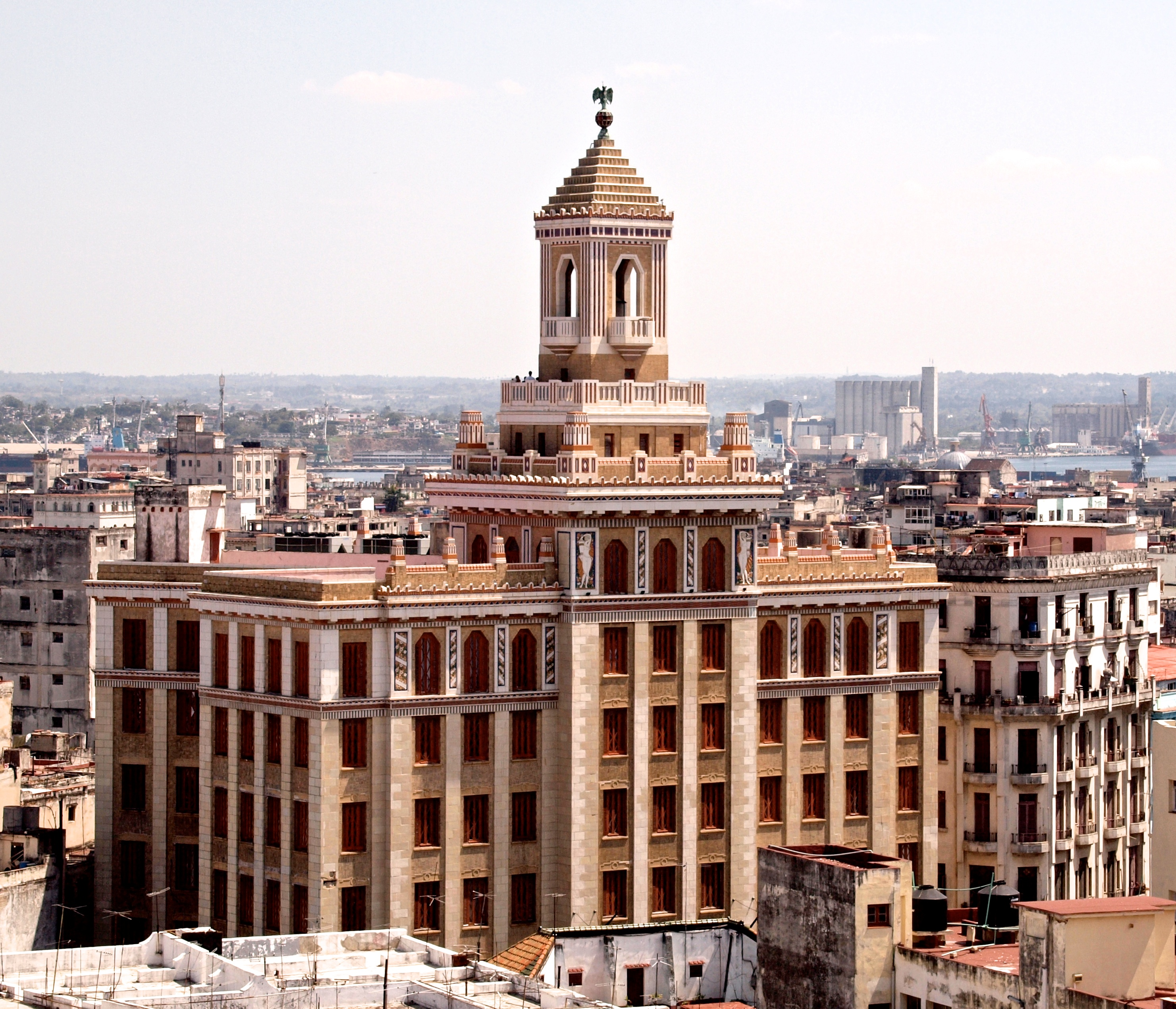
Edificio Bacardí, ehemaliges Firmengebäude im kubanischen Havanna

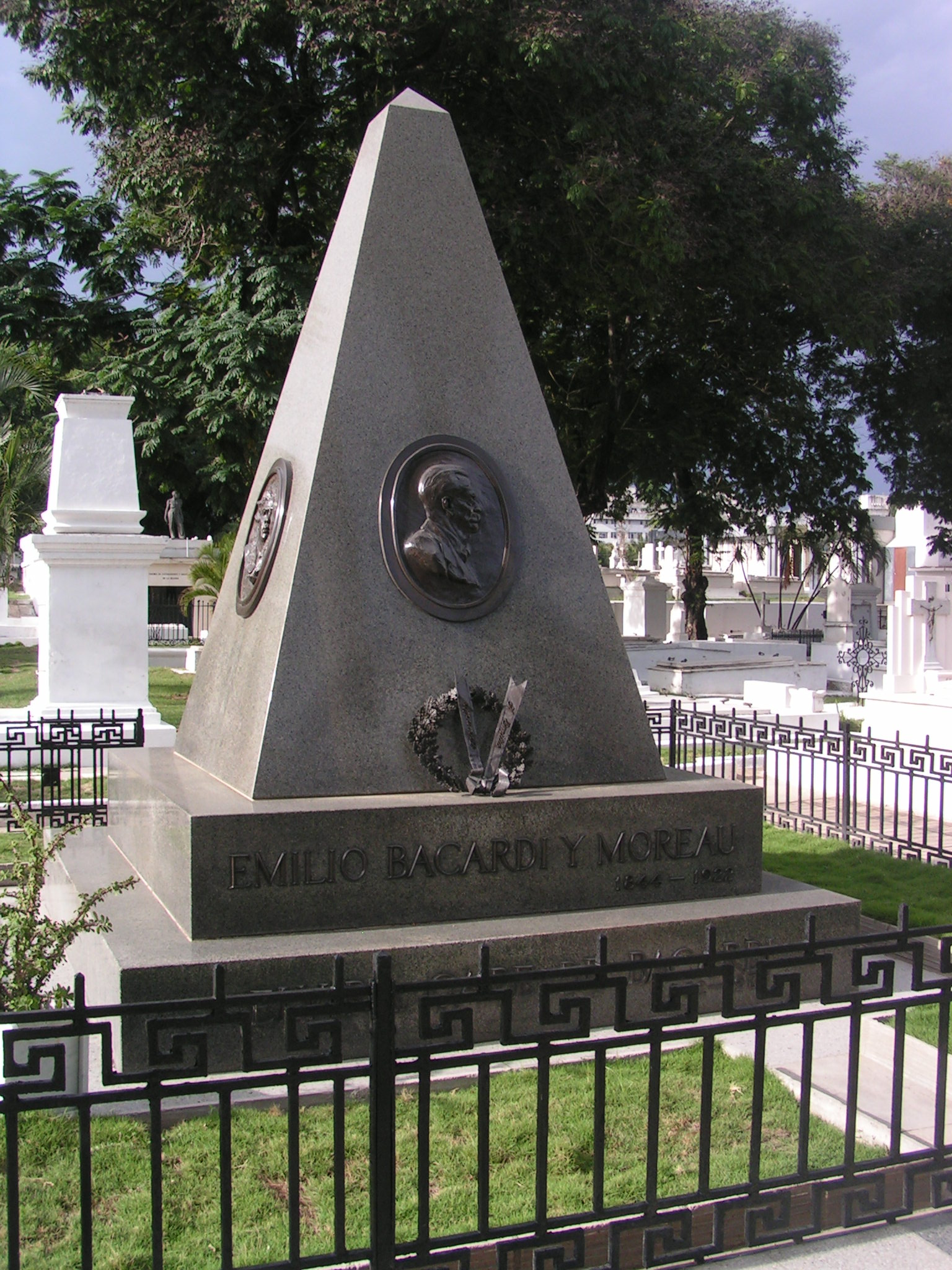
Grab von Emilio Bacardí Moreau, dem Sohn des Firmengründers auf dem Friedhof von Santiago de Cuba

Bacardi [bəˈkɑɹdi] Limited ist ein Unternehmen mit Sitz auf den Bermudas, das in über 100 Ländern Spirituosen und alkoholische Mischgetränke herstellt und vertreibt. Die gleichnamige Rum-Marke gehört zu den meistverkauften Spirituosenmarken der Welt.
Im Jahr 2012 wurden weltweit 19,8 Millionen 9-Liter-Einheiten abgesetzt, was den zweiten Platz unter den Top 25 Premium-Spirituosenmarken der westlichen Welt bedeutete. Zu den über 200 weiteren Marken des Konzerns gehören Martini (Wermut), Grey Goose (Wodka), Bombay Sapphire (Gin), Dewar’s (Scotch Whisky) sowie die Tequila-Marke Cazadores.
In Deutschland ist der Konzern durch die Bacardi GmbH mit Sitz in Hamburg vertreten.

## Geschichte

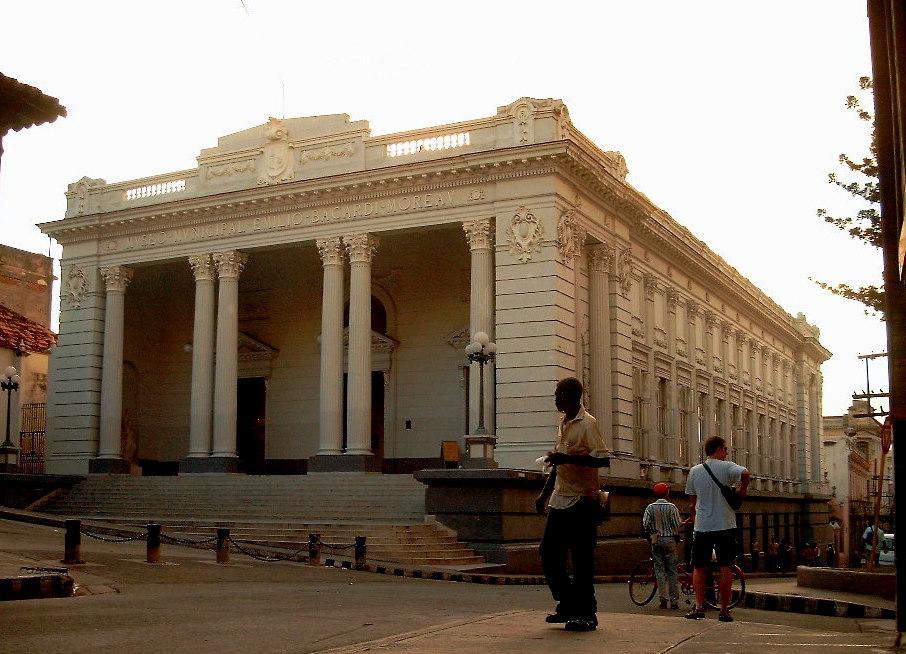
Edificio Bacardí, ehemaliges Stammhaus im kubanischen Santiago de Cuba

Am 4. Februar 1862 wurde die Destillerie Bacardí & Ca. in Santiago de Cuba von dem aus Sitges (Katalonien, Spanien) stammenden Facundo Bacardí i Massó (1814–1887) gegründet. Die erste von mehreren bis heute auf dem Flaschenetikett abgebildeten internationalen Medaillen gewann das Unternehmen 1876 auf der Weltausstellung in Philadelphia. Die im Bacardi-Logo abgebildete Fledermaus gilt auf Kuba als ein Glückssymbol.
1910 wurde die erste Abfüllanlage im Ausland in Barcelona errichtet. Damit wurde Bacardi zum ersten international arbeitenden Unternehmen Kubas. 1916 kam eine Abfüllanlage in New York hinzu, 1934 eine Destillerie in Mexiko. 1934 wurde ein Werk in Puerto Rico aufgebaut, um die drastischen Einfuhrzölle in die USA zu umgehen. Nach der kubanischen Revolution im Jahr 1959 wurde die Familie Bacardí am 14. Oktober 1960 mit dem Gesetz Nr. 890 gemeinsam mit den Besitzern weiterer 380 der größten kubanischen Unternehmen entschädigungslos enteignet. Ein Großteil der Familie emigrierte in die USA. Da das Unternehmen geheime Herstellungsrezepte sowie Markenrechte seiner Produkte jedoch rechtzeitig ins Ausland transferiert hatte, konnte die Produktion auf den Bahamas unmittelbar wieder aufgenommen werden. Trotzdem unterscheidet sich der heutige von Bacardi hergestellte weiße Rum sehr von dem seinerzeit unter derselben Firma auf Kuba hergestellten Rum, der heute in der traditionellen Form noch auf Kuba und in Nicaragua produziert wird. Die in Kuba nach eigener Angabe weiterhin nach dem alten Verfahren produzierende originale Destillerie vermarktet ihren Rum unter dem Markennamen „Ron Caney“.
Der Rum, der auf Kuba nach dem alten Familienrezept produziert wird, heißt „Santiago de Cuba“.
Bis Ende der 1970er-Jahre war Bacardi Rum zu einer der weltweit größten Spirituosenmarken geworden. Bacardi gliederte sich allerdings noch in fünf getrennte Unternehmen (Mexiko: Bacardi y Compañía S.A. de C.V., Puerto Rico: Bacardi Corporation, Bahamas: Bacardi & Company Limited, Bermuda: Bacardi International Limited). Diese wurden 1992 zur neuen Bacardi Limited mit Sitz in Hamilton zusammengefasst. Kurz darauf erwarb Bacardi die Unternehmensgruppe Martini & Rossi und zahlreiche weitere Marken. Aus dem Rumhersteller wurde ein internationaler Spirituosenkonzern.

## Politische Aktivitäten
Emilio Bacardí Moreau, der Sohn des Firmengründers, kämpfte im letzten Drittel des 19. Jahrhunderts in den kubanischen Unabhängigkeitskriegen gegen die spanische Kolonialmacht und wurde deshalb zweimal (1876 und 1896) verbannt. 1901 wurde er erster republikanischer Bürgermeister der Stadt Santiago de Cuba und 1906 Senator für die Gemäßigte Partei des scheidenden Präsidenten Tomás Estrada Palma.
Die Familie Bacardí unterstützte den Kampf der Revolutionäre gegen den Diktator Fulgencio Batista. Nach der Kubanischen Revolution entrollte man im Januar 1959 am Firmengebäude ein Plakat mit den Worten Gracias Fidel. Die positive Haltung änderte sich jedoch, als sich der pro-sowjetische Kurs von Che Guevara durchsetzte und sie mit der Politik Fidel Castros nicht mehr einverstanden waren. Nach ihrer entschädigungslosen Enteignung am 14. Oktober 1960 auf Kuba emigrierte die Familie Bacardí überwiegend und engagierte sich gegen das herrschende kubanische Regime. José Manuel „Pepín“ Bosch, eines der in den 1960er Jahren in der Geschäftsleitung von Bacardi tätigen Familienmitglieder, war aktiv in der von Exilkubanern in Miami gegründeten Exilregierung tätig. Nach der misslungenen Schweinebucht-Invasion heuerte Bosch zwei daran beteiligte Piloten an, um mit einem B26-Kampfflieger die kubanischen Erdölraffinerien anzugreifen. Am 8. Juni 1962 startete die Maschine von Miami aus, um in Puerto Rico mit Bomben bestückt zu werden, wo das Vorhaben jedoch vom US-Außenministerium verhindert und die Piloten verhaftet wurden. 1964 zahlte Bosch 150.000 Dollar an Mafiamitglieder, welche Fidel Castro, seinen Bruder Raul und Che Guevara töten sollten.
Gegen Anfang der 1980er Jahre gründete ein anderes geschäftlich erfolgreiches Mitglied der Exilregierung, Jorge Mas Canosa, mit Unterstützung von US-Präsident Ronald Reagan in Florida die Cuban American National Foundation mit ungefähr 650 Mitgliedern. Nach Aussage des Journalisten Hernando Calvo Ospina gehörten dazu 25 Aktionäre der Familie Bacardi.
In den 1990er Jahren förderte die Familie Bacardí durch Lobbyarbeit die Verabschiedung des Helms-Burton Act durch den US-Kongress 1996. Der Helms-Burton Act, ein umfassendes Handelsembargo gegen Kuba, wurde sogar zeitweilig als „Bacardi-Gesetz“ oder „Bacardi-Boykott“ verspottet.

## Streit um Handelsmarke
1996 brachte eine von Bacardi betriebene Tochterfirma auf den Bahamas einen Rum unter dem Markennamen Havana Club mit einem zum Original veränderten Label in den USA auf den Markt. Daraus entwickelte sich vor dem US-Amt für Patente und Handelsmarken ein Rechtsstreit um den Rum und Markennamen Havana Club, der weltweit außerhalb Kubas seit 1993 von der französischen Gesellschaft Pernod Ricard vertrieben wird. Im Verlaufe dieses Rechtsstreits bat die Familie Bacardi 2002 den Gouverneur von Florida Jeb Bush, zugunsten von Bacardi gegen Pernod Ricard beim US-Patentamt zu intervenieren, was dieser in der Folge auch tat. Seit dem 8. August 2006, nachdem der langjährige Rechtsstreit zugunsten des Bacardi-Konzerns entschieden worden war – das U.S. Patent and Trademark Office (USPTO) hatte die reklamierten Markenrechte seitens der kubanischen Regierung für ausgelaufen erklärt –, wurde von Bacardi ein Rum unter dem Markennamen „Havana Club“, angeblich nach Originalrezept, wieder in den USA verkauft.
Ein Jahrzehnt später wurde dem kubanischen Staatsunternehmen Cubaexport die Lizenz zur Erneuerung der Markenrechte jedoch erteilt. Gegen diese Entscheidung klagte Bacardi wiederum vor einem Bezirksgericht im US-Bundesstaat Virginia. Die Klage wurde jedoch im April 2022 abgewiesen. Richter Liam O’Grady begründete seinen Urteilsspruch hauptsächlich mit einem vom US-Kongress 1998 verabschiedeten Gesetz, wonach die Eintragung von Marken, die von der kubanischen Regierung beschlagnahmt wurden, verboten sei.
Die originale Havana-Club-Rezeptur aus den 1930er Jahren wurde von der Familie Arechabala, den ursprünglichen Besitzern, die 1960 entschädigungslos auf Kuba enteignet worden war, dem Bacardi-Konzern in den 1990er Jahren neben den verbleibenden Rechten verkauft. Nachdem der Oberste Gerichtshof die beantragte Revision des Verfahrens im Mai 2012 abgelehnt hatte, registrierte Pernod Ricard die Marke „Havanista“, unter der der in Kuba hergestellte Havana-Club-Rum in den USA angeboten werden soll, sobald das dies noch verhindernde Handelsembargo gegen Kuba aufgehoben werden sollte.

## Unternehmen
Bacardi betreibt heute weltweit 38 Produktionsstandorte, darunter 14 für Rum und Rummixgetränke, zehn für Wermut (Martini & Rossi) und sieben für Whisky. Das Unternehmen ist der größte Spirituosenhersteller, der sich noch in Privatbesitz befindet. Die Eigentümergemeinschaft besteht aus rund 500 Mitgliedern der Gründerfamilie Bacardí. Das Unternehmen wird von Mahesh Madhavan in der Position des Chief Executive Officer geleitet, Regionalleiter Europa ist seit 2017 Francis Debeuckelaere.

### Bacardi Deutschland

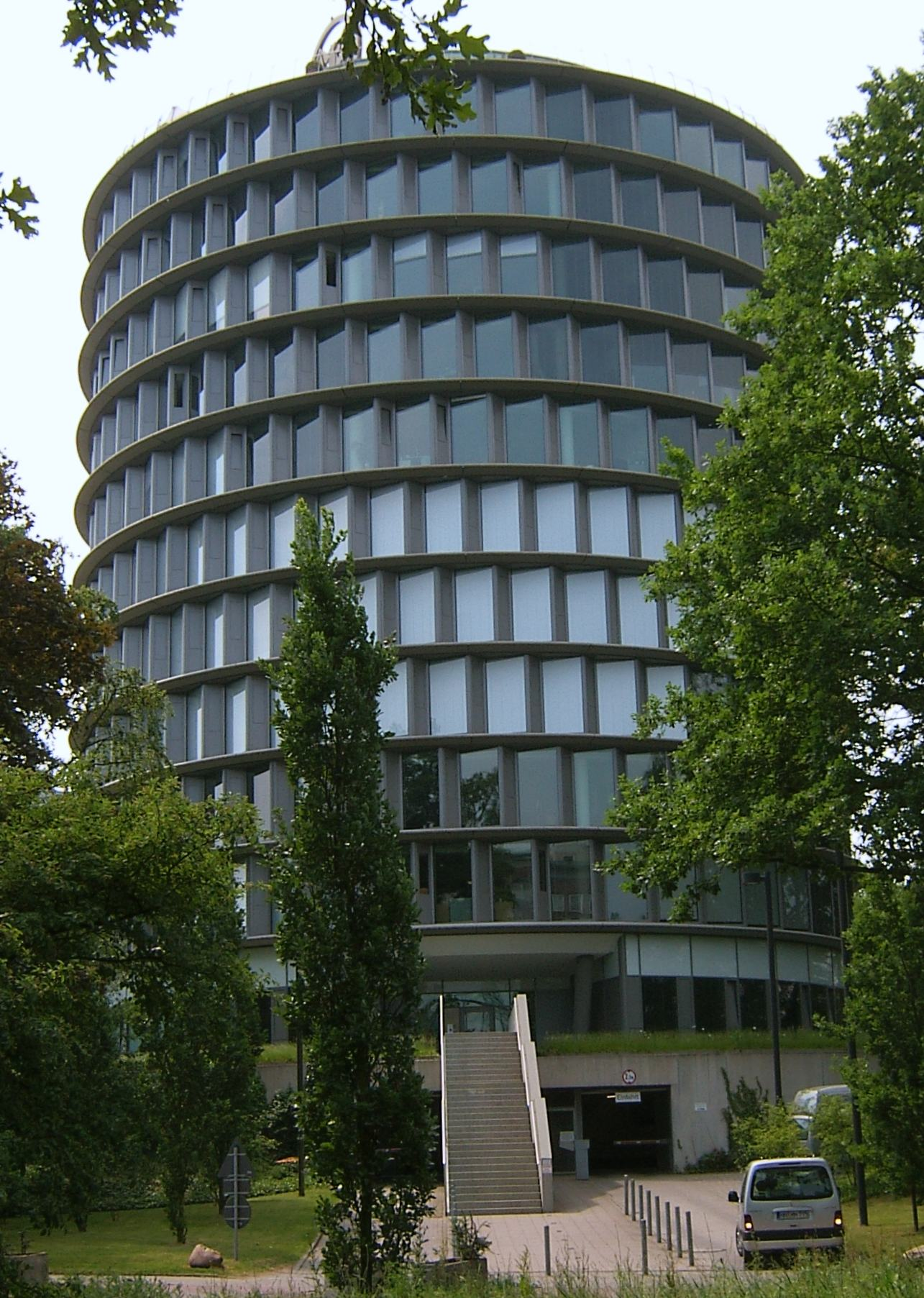
Hauptverwaltung der Bacardi GmbH in Hamburg-Alsterdorf

Die Bacardi GmbH mit Sitz in Hamburg ist eine Tochtergesellschaft der Bacardi Ltd. und gehört zu den führenden Anbietern von Markenspirituosen in Deutschland. Ihre Geschichte reicht bis in das Jahr 1918 zurück, als das Handelshaus Charles Hosie gegründet wurde. 1983 wurde Bacardi dessen alleiniger Gesellschafter. Kurz nach Gründung der internationalen Bacardi Ltd. (1992) wurde das Unternehmen Bacardi Deutschland GmbH gegründet; Charles Hosie ist heute wieder im Besitz der Familie Hosie.
1994 wurden Alkopops Bacardi Breezer und Rigo eingeführt, deren Vertrieb 2008 aufgrund stark rückläufiger Absätze durch die Alkopop-Besteuerung eingestellt wurde.
Nach Ankündigung von Januar 2018 wurde das einzige deutsche Werk von Bacardi in Buxtehude zum Ende des Jahres 2018 geschlossen und die Produktion nach Italien verlagert. Zum Zeitpunkt der Ankündigung arbeiteten 103 Menschen im Werk.

## Produkte
Bacardi Limited hat in den vergangenen Jahren verschiedene Akquisitionen getätigt, um seine Produkte von der gleichnamigen Rummarke zu diversifizieren. 1993 fusionierte Bacardi mit Martini & Rossi, dem italienischen Hersteller von Martini-Wermut und Schaumweinen, und gründete die Bacardi-Martini-Gruppe.
1998 erwarb das Unternehmen Dewar’s Scotch, einschließlich Royal Brackla und Bombay Sapphire Gin, von Diageo für 2 Milliarden US-Dollar. Bacardi erwarb 2002 die Tequila-Marke Cazadores und kaufte 2004 Grey Goose, einen in Frankreich hergestellten Wodka, von Sidney Frank für 2 Milliarden US-Dollar. 2006 erwarb Bacardi Limited die neuseeländische Wodkamarke 42 Below. Im Jahr 2018 kaufte Bacardi Limited den Tequila-Hersteller Patrón für 5,1 Milliarden US-Dollar.

### Produkte der Marke Bacardi
Unter der Marke Bacardi werden verschiedene Rumsorten und rumhaltige Mixgetränke angeboten:

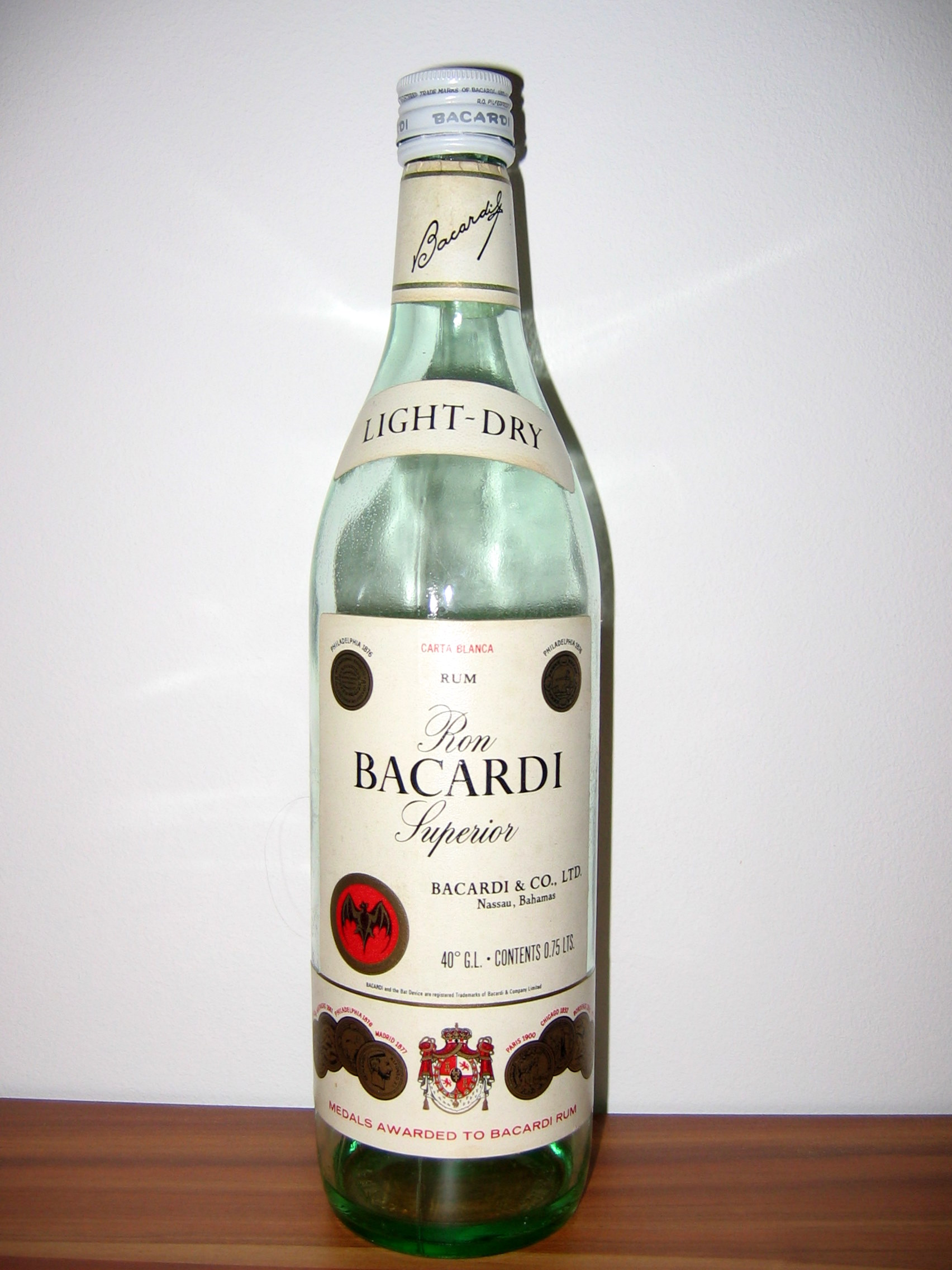
Eine ältere Flasche Bacardi Superior

- Bacardi 101°
- Bacardi 151°
- Bacardi 1873.
- Bacardi 1873 / Solera
- Bacardi 5 Años
- Bacardi 8 Años
- Bacardi Añejo
- Bacardi Anis Superior
- Bacardi Apple bzw. Big Apple
- Bacardi Bahama Mama
- Bacardi Bay
- Bacardi Bezique
- Bacardi Black
- Bacardi Black Razz
- Bacardi Breezer
(seit 2008 in Deutschland nicht mehr erhältlich)
- Bacardi Breezer Twist
- Bacardi Bright
- Bacardi Casa Reserva Especial
- Bacardi Ciclon
- Bacardi Coco bzw. Coconut
- Bacardi & Cola
- Bacardi Corto
- Bacardi Daiquiri
- Bacardi Dragon Berry
- Bacardi Elixir
- Bacardi Elixir Cordial
- Bacardi Exclusiv
- Bacardi Extra Dry (Seco)
- Bacardi Facundo
- Bacardi Fireside Classics
- Bacardi Founder’s Select
- Bacardi Frozen Daiquiri
- Bacardi Gold 40 %
- Bacardi Gold 37,5 %
- Bacardi Gold Reserve
- Bacardi Grand Melon
- Bacardi Heritage
- Bacardi Hurricane
- Bacardi Island Breeze
- Bacardi Limon
- Bacardi Long (Rum) Island Iced Tea
- Bacardi Mai Tai
- Bacardi Gran Melon
- Bacardi Millennium
- Bacardi Mixers
- Bacardi Mixx
- Bacardi Mojito
- Bacardi Oakheart
- Bacardi Oro
- Bacardi O
- Bacardi Peach Red
- Bacardi Pina Colada
- Bacardi Pineapple Fusion
- Bacardi Pericle
- Bacardi Select
- Bacardi Superior
- Bacardi Razz bzw. Berry
- Bacardi Reserva
- Bacardi Reserva Limitada
- Bacardi Reserve
- Bacardi Rigo bzw. Trego
(seit 2008 in Deutschland nicht mehr erhältlich)
- Bacardi Ron Palmas
- Bacardi Rum Runner
- Bacardi Shooter
- Bacardi Silver
- Bacardi Spice
- Bacardi Spice Amber Reserva
- Bacardi Solera
- Bacardi Tropico
- Bacardi Typhoon
- Bacardi Vanila
- Bacardi White (Blanca/Superior)
- Bacardi Wolf Berry
- Bacardi Zafra
- Bacardi Zombie

### Weitere Marken der Bacardi Ltd.
Darüber hinaus gehören zahlreiche weitere Marken zum Konzern:
- Brandy
  - Viejo Vergel
- Cognac
  - Otard
  - Gaston de la Grange
- Gin
  - Bombay Sapphire
  - Bosford
- Likör
  - Get 27/31
  - China Martini
  - Nassau Royale
  - Bénédictine und
B & B
  - St. Germain
- Rum
  - Castillo
  - Palmas
  - Estelar
  - Seven Tiki
- Schaumwein
  - Martini
(Asti, Riesling,
Prosecco, Brut)
  - Grandi Auguri
  - Magici Istanti
- Tequila
  - Patron
  - Cazadores
  - Corzo
  - Cuatro Vientos
  - Camino Real
- Wermut
  - Martini
  - Noilly Prat
- Wodka
  - Grey Goose
  - Eristoff
  - Russian Prince
  - Natasha
  - 42 Below
- Whisky
  - Dewar’s (Scotch)
  - William Lawson’s (Scotch)
  - Aberfeldy (Single-Malt)
  - Glen Deveron (Single-Malt)
  - Royal Brackla (Single-Malt)
  - Craigellachie (Single-Malt)
  - Aultmore (Single-Malt)

## Filme
- Das Geheimnis der Fledermaus. Bacardi zwischen Rum und Revolution. Dokumentarfilm, Deutschland, 2010, 45 Min., Buch und Regie: Ekkehard Sieker und Marcel Kolvenbach, Produktion: WDR, Erstausstrahlung: 9. Februar 2005, Inhaltsangabe (Memento vom 11. April 2005 im Internet Archive) vom WDR